# Circle K
Circle K is een Amerikaanse keten van gemakswinkels die in 1951 werd opgericht door Fred Hervey. Het hoofdkantoor staat in Tempe, Arizona.
Nadat het bedrijf in 1990 failliet ging, werd het uiteindelijk overgenomen door het Canadese Couche-Tard in 2003. In 2015 onthulde het een nieuw logo en werd aangekondigd om het merk te introduceren in andere landen.
In 2020 waren er 9800 winkels in Noord-Amerika, 2700 winkels in Europa, en 2380 winkels die onder een franchise opereerden.

## Geschiedenis
Nadat oprichter Fred Hervey in 1951 drie Kay's Food Stores kocht, hernoemde hij deze winkels naar Circle K Food Stores. De merknaam werd in opvolgende jaren uitgebreid naar buurstaten New Mexico en Arizona.
In 1975 waren er inmiddels 1000 Circle K-winkels in de Verenigde Staten. In dat jaar werd internationaal uitgebreid naar Japan. Van 1983 tot 1990 was Karl Eller directeur van de winkelketen. Eller wist in die tijd de winkelformule uit te breiden tot de op een na grootste supermarktketen in de VS.
Door de economische neergang eind jaren 80 ging Circle K in mei 1990 failliet. Het kwam daarna in meerdere handen, tot het in 2003 werd aangekocht door het Canadese Couche-Tard.

## Sponsoring
Circle K was een van de hoofdsponsors van raceauto 28 in de IndyCar Series tussen 2011 en 2013. Vanaf 2022 is het de sponsor van coureur Marco Andretti. In 2017 werd het sponsor van Matt Kenseth en Joe Gibbs Racing in de NASCAR. In datzelfde jaar werd het ook sponsor van de voetbalclub North Carolina FC.

## Rechtszaak
Uit een in 2021 opgesteld rapport bleek Circle K in de Verenigde Staten een van de grootste overtreders te zijn in verband met het niet uitbetalen voor overwerk. Nadat in 2014 een rechtszaak werd aangespannen tegen het bedrijf, schikte het in 2019 voor een bedrag van 8,3 miljoen dollar.